# トマス・クック (初代レスター伯爵、1697-1759)

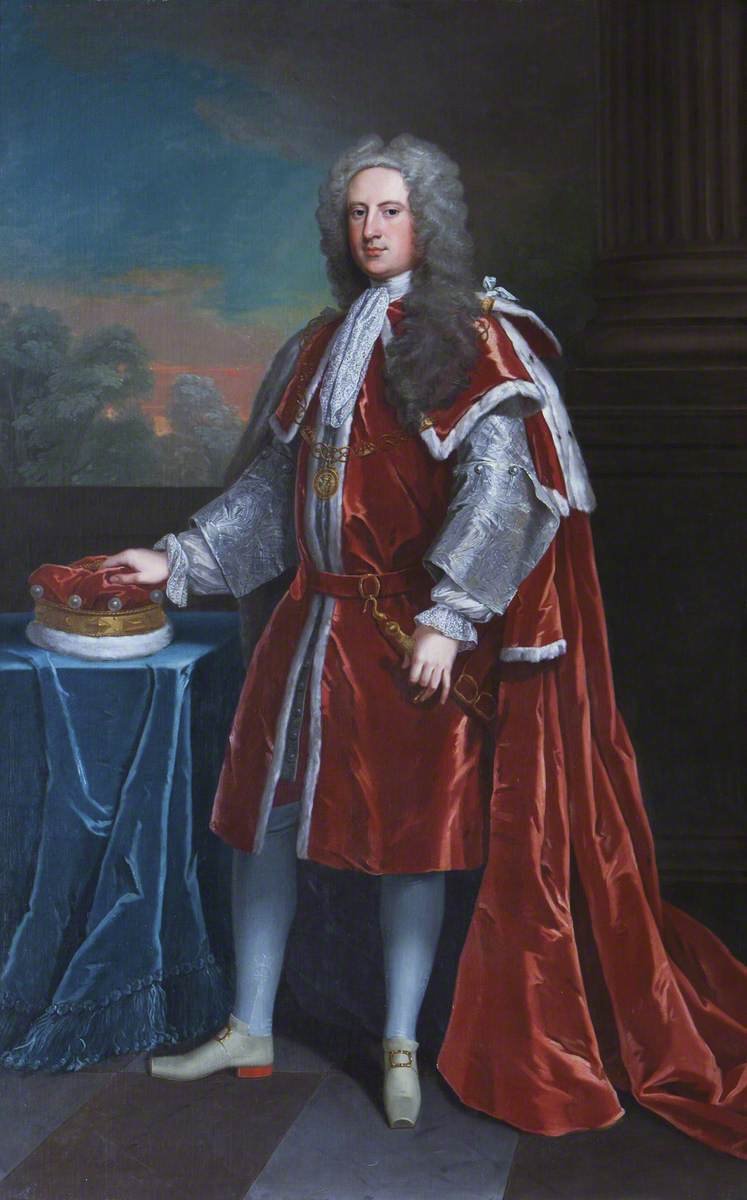
ウィリアム・エイクマンによる肖像画、1729年/1731年。

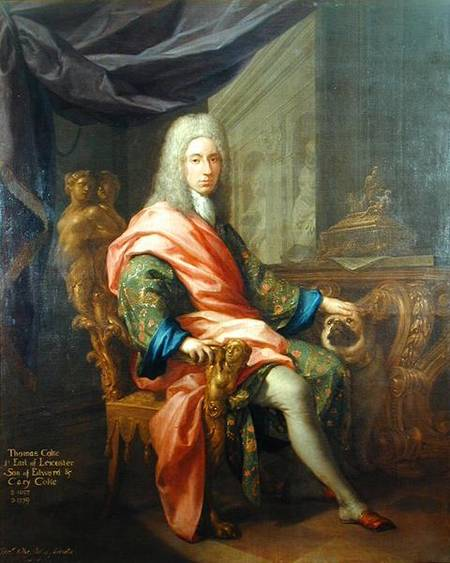
フランチェスコ・トレヴィザーニによる肖像画、1717年。

初代レスター伯爵トマス・クック（英語: Thomas Coke, 1st Earl of Leicester KB FRS、1697年6月17日 - 1759年4月20日）は、イギリスの政治家、貴族、フリーメイソン。ホイッグ党所属。

## 生涯
エドワード・クック（Edward Coke、1707年4月13日没、ロバート・クックの息子）とケアリー・ニュートン（Cary Newton、1707年8月4日没、第3代準男爵サー・ジョン・ニュートンの娘）の息子として、1697年6月17日に生まれた。1712年から1716年までグランドツアーを行って、フランス、イタリア、スイス、ドイツを歴訪した。父から年収1万ポンドの地所を継承しており、南海泡沫事件で莫大な損害を出したものの1741年までに年収15,000ポンドに上がったという。
1722年イギリス総選挙でノーフォーク選挙区から出馬して、ロバート・ウォルポールの協力者として自らの影響力を発揮し、無投票で当選した。1725年5月27日にバス勲章を授与され、1728年5月28日にグレートブリテン貴族であるオックスフォードシャーにおけるミンスター・ラヴェルのラヴェル男爵に叙された。その後、1730年には「私には伯爵、あるいは少なくとも子爵たりうる地所を有しており、叙爵を期待している」と述べ、1744年5月9日に念願の伯爵位であるレスター伯爵とノーフォーク州におけるホルカムのクック子爵に叙され、11日に貴族院議員に就任した。また、1733年に郵政長官の1人に任命され、1759年に死去するまで務め、うち1745年3月から5月と1758年から1759年までは単独で郵政長官を務めた。
1731年から1732年までフリーメイソンの一員としてイングランド首位グランドロッジのグランドマスターを務めた。1735年3月27日、王立協会フェローに選出された。
1759年4月20日にホルカムで死去、ティットルシャルで埋葬された。息子に先立たれたため爵位は全て断絶、遺産は妻マーガレットが継承した。1775年にマーガレットが死去すると、初代レスター伯爵の姉妹アンの息子ウェンマン・ロバーツが遺産を継承、ウェンマンは姓をクックに改めた。ウェンマンの息子トマスは1837年にレスター伯爵に叙された。

## 家族
1718年7月3日、マーガレット・タフトン（1700年 - 1775年、1734年にド・クリフォード女男爵を継承）と結婚、1男をもうけた。
- エドワード（英語版）（1719年 - 1753年） - 庶民院議員。1747年4月1日、メアリー・キャンベル（英語版）（1727年 - 1811年、第2代アーガイル公爵ジョン・キャンベルの娘）と結婚